# Белая гора (Чехия)
Бе́лая гора́ (чеш. Bílá Hora) — небольшая возвышенность к западу от Праги, на левом берегу реки Влтавы.
8 ноября 1620 года в ходе Белогорской битвы чешские войска (протестанты) были полностью разгромлены имперско-баварской армией (католики). В итоге Чехия утратила свою независимость почти на три века.

## Белая гора в литературе
- В стихотворении «Славянам» (начало мая 1867 года) Фёдор Тютчев пишет:

И то, что длилося веками,

Не истощилось и поднесь

И тяготеет и над нами -

Над нами, собранными здесь…

Еще болит от старых болей

Вся современная пора…

Не тронуто Косо́во поле,

Не срыта Белая гора!
- В романе Карела Чапека «Война с саламандрами» автор устами саламандры в ироническом ключе высказывает, как гордится разгромом под Белой горой и выражает сожаление, что «на Мостовой башне больше не висят головы казнённых чешских панов».

## Галерея

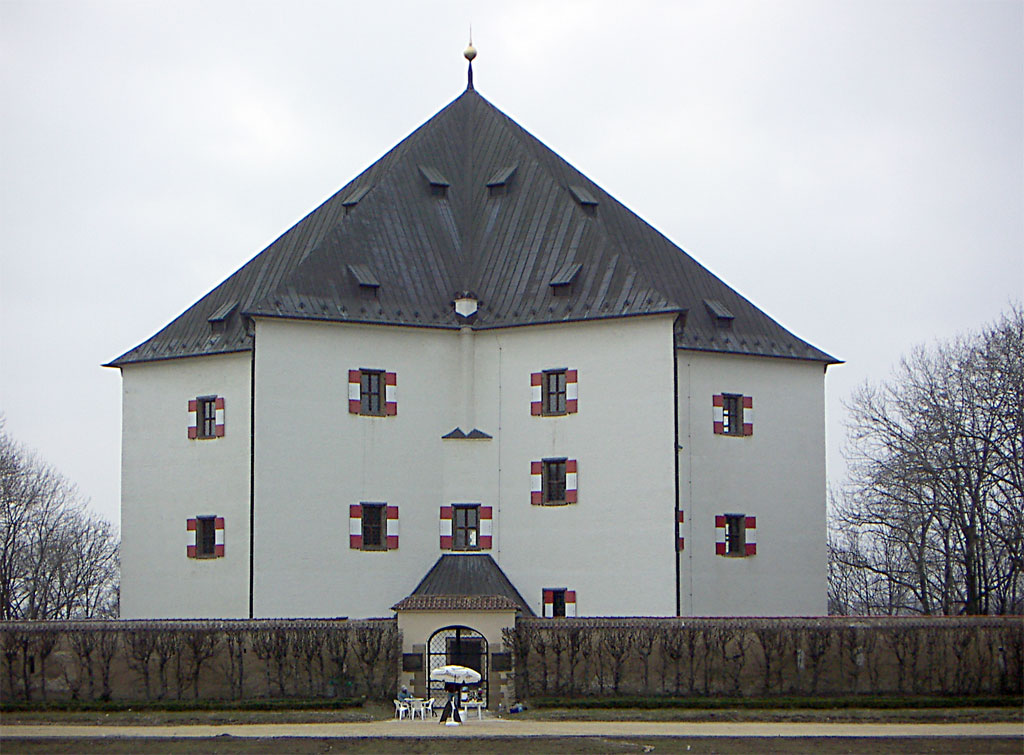
Усадьба Звезда (Летний дворец Звезда)
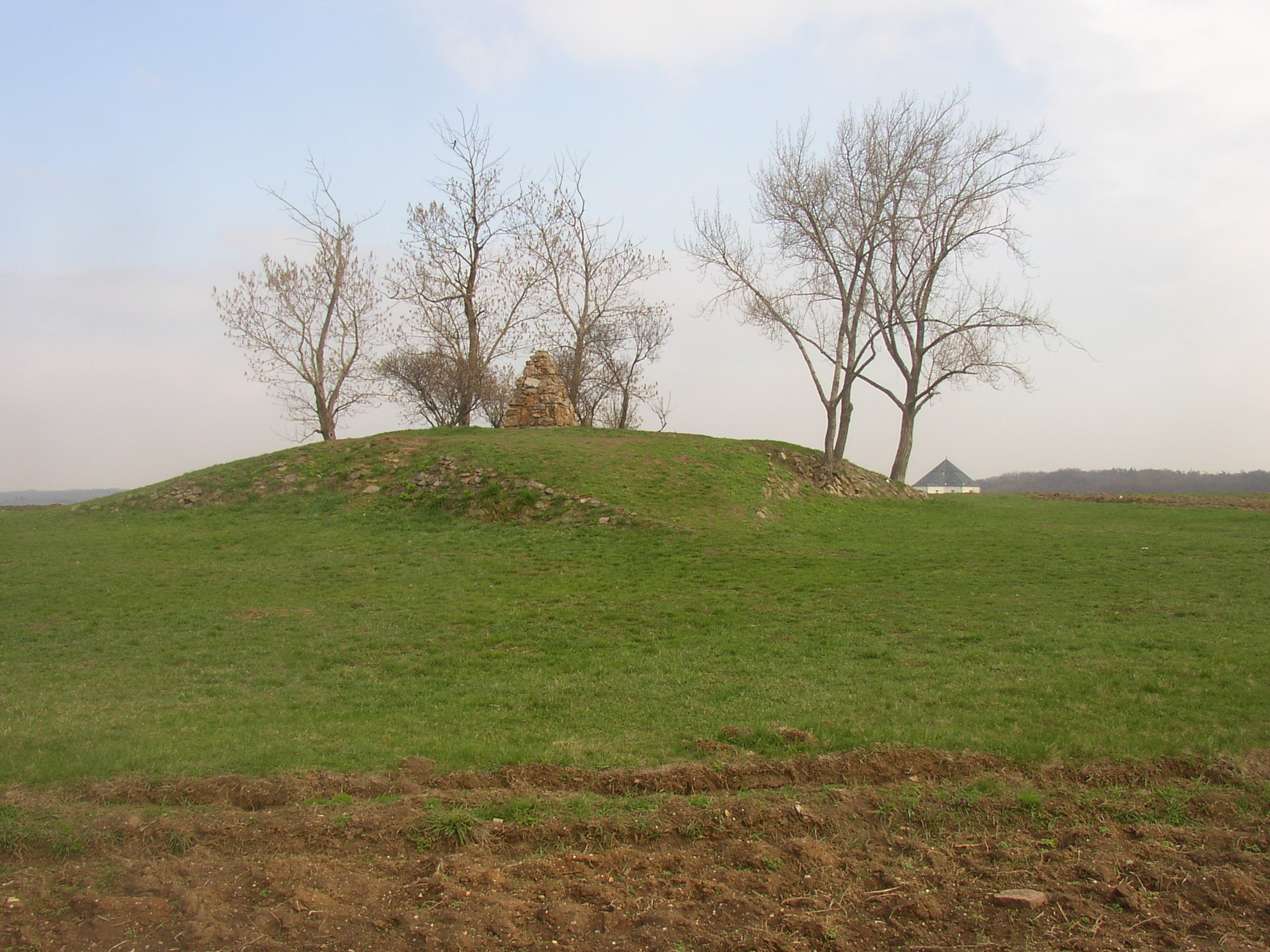
Мемориальный курган на вершине Белой горы
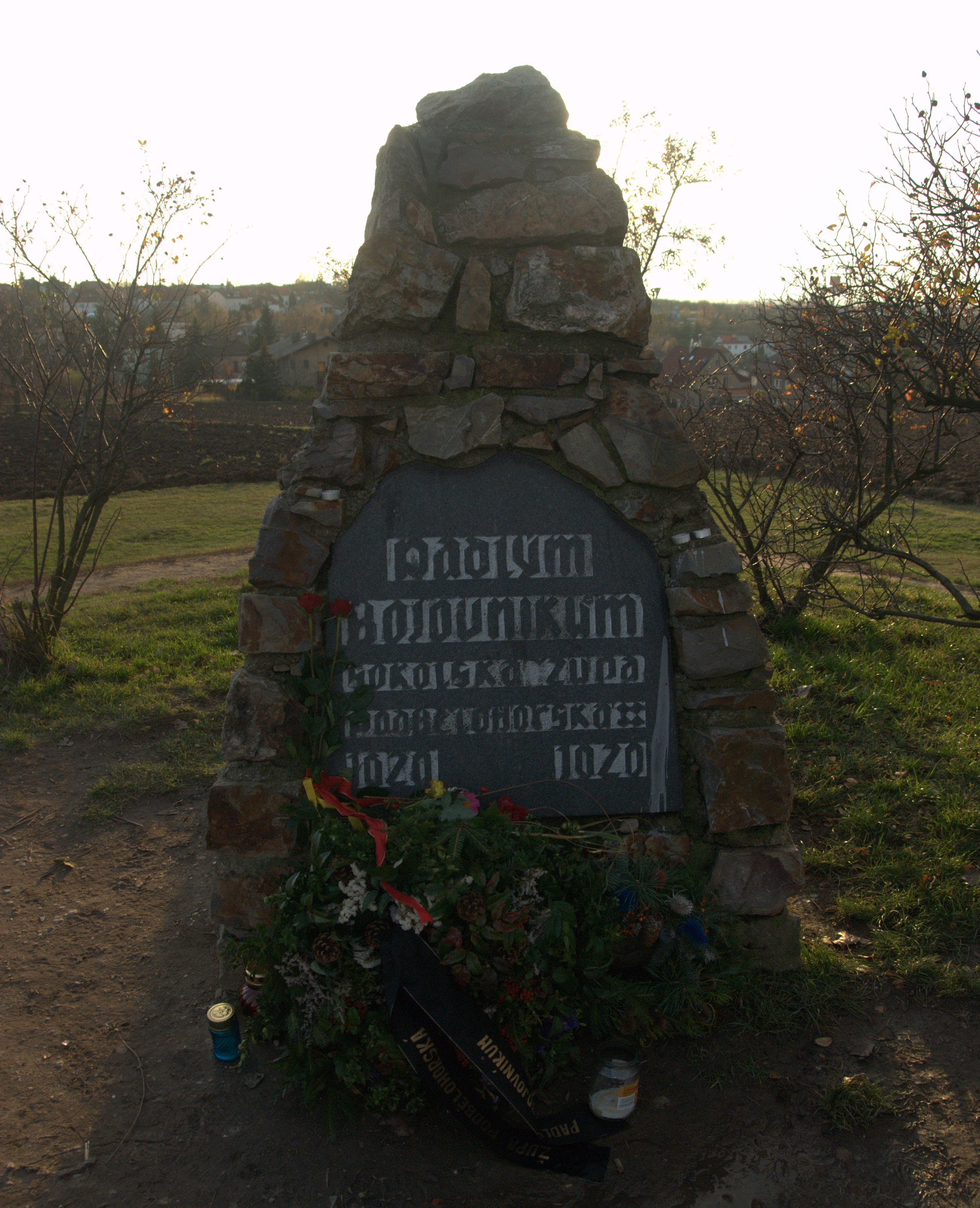
Мемориал павшим